# Harding (Wisconsin)
Harding è un comune degli Stati Uniti, situato in Wisconsin, nella Contea di Lincoln.